# Nancy Edberg
Nancy Fredrika Augusta Edberg, född 12 november 1832 i Ytterjärna socken, död 11 december 1892 i Stockholm, var en svensk simmare och idrottstränare. Hon var Sveriges kanske första kvinnliga simmare och simlärare. Hon var även pionjär i att göra simkonsten och skridskosporten accepterad för kvinnor i Sverige.

## Biografi
Nancy Edberg blev upplärd i simkonsten av sin far. Den första simundervisningen för kvinnor i Sverige infördes av Ossian Edmund Borg, som från 1842 undervisade pojkarna vid Manillaskolan för dövstumma i simning: pojkarna brukade visa sina färdigheter i offentliga uppvisningar, och därefter började Borg på eget initiativ undervisa även tre flickor, som 1844 fick visa upp sig på simuppvisningen och då klarade sig lika bra som pojkarna, något som väckte stort uppseende. Nancy Edberg anställdes år 1847 som simlärare vid det då nyligen grundade kvinnobadhuset vid Riddarhuspalatset i Stockholm. Denna var det första badhuset för kvinnor i Stockholm. Det blev flyttat till Kastellholmen 1848 (se vidare Badhusen på Skeppsholmen). Edberg blev år 1851 magister i simning vid Åbomska simskolan. Som sådan var hon en av de första av sitt kön, föregången av tre elever från Manillaskolan: den tjuguettåriga Greta Stina Bohm 1848, och ytterligare två flickor 1850.
Från 1853 höll hon egen simskola på Djurgården. År 1856 fick hon stöd av Oscar I att grunda sitt eget badhus, och åren 1856–1858 höll hon offentliga simuppvisningar på Gjörckes simskola med sina elever för att finansiera sitt badhus. I juli år 1859 kunde hon inviga sitt badhus, där hon fram till 1866 själv var siminstruktör. Då hon avslutade sin karriär efterträddes hon som siminstruktör och badhusdirektör av Sophie Saxenberg.
Bland eleverna fanns 1862–1864 drottningen, Lovisa av Nederländerna, som gav anläggningen sitt stöd, vilket gjorde att simning för kvinnor snabbt blev modernt och accepterat. Bland övriga elever fanns prinsessan Lovisa av Sverige, Alexandra av Danmark och Maria Fjodorovna. Hennes elev Hilda Petrini assisterade henne i undervisningen av mor och dotter Lovisa. Edberg initierade även undervisning i skridskoåkande för kvinnor: detta ansågs först opassande, och anläggningen omgavs av ett plank för att dölja kvinnorna, men då drottning Lovisa år 1864 själv tog lektioner blev även detta modernt och accepterat för kvinnor i Sverige.
Vid simuppvisningen i Gjörckes simskola i Stockholm den 24 augusti 1864 "visade äfven mamsell Nancy Edberg sin skicklighet i simkonsten".
År 1865 introducerade hon simundervisning för kvinnor i Oslo, och därefter färdades hon på ett stipendium från svenska kungaparet till Sankt Petersburg; hon införde även simundervisning för kvinnor i Köpenhamn, Trondhjem, och en rad svenska städer "från Ystad till Östersund". Hennes ryska besök 1865 kan ha inspirerat Lev Tolstojs skildring av en "svenska drottningens simlärarinna" i romanen Anna Karenina (1873–1877, avdelning 7, kapitel 24).
Hon gifte sig 1867 med den danske litografen Carl Andrésen (död 1873).
Edberg ägnades 1890 en förstasida och biografi som hyllning i tidskriften Idun.